# Irena Szewińska
Irena Szewińska (născută Kirszenstein; n. 24 mai 1946, Leningrad, RSFS Rusă, URSS – d. 29 iunie 2018, Varșovia, Polonia) a fost o atletă poloneză în probele de sprint. Având în palmares șapte medalii la Jocurile Olimpice este una dintre cele mai titrate atlete din toate timpurile.

## Carieră
Născută în Leningrad dintr-o mamă ucraineană și un tată polonez, ea a crescut în Polonia. S-a apucat de atletism la vârsta de 14 ani.
În 1964 poloneza a participat pentru prima oară la Jocurile Olimpice. La vârsta de 18 ani a obținut la Tokio medalia de aur la 4x100 m și două medalii de argint, la 200 m și la săritura în lungime. A participat și la Olimpiadele din 1968, 1972, 1976 și 1980. În total a câștigat trei medalii de aur, două de argint și două de bronz. De asemenea ea a participat la patru ediții ale Campionatelor Europene unde a cucerit zece medalii.
Atleta a stabilit zece recorduri mondiale și este singurul atlet, masculin sau feminin, care a deținut recordurile mondiale la 100 de metri, 200 de metri și 400 de metri în același timp.
Din 1997 până în 2009 ea a fost președintele Federației Poloneze de Atletism.
În 2012 a fost inclusă în „Hall of Fame-ul” Asociației Internaționale a Federațiilor de Atletism și în 2016 a fost decorată cu Ordinul Vulturul Alb, cea mai prestigioasă decorație a Poloniei.
Irena Szewińska a decedat în anul 2018 la vârsta de 78 de ani.

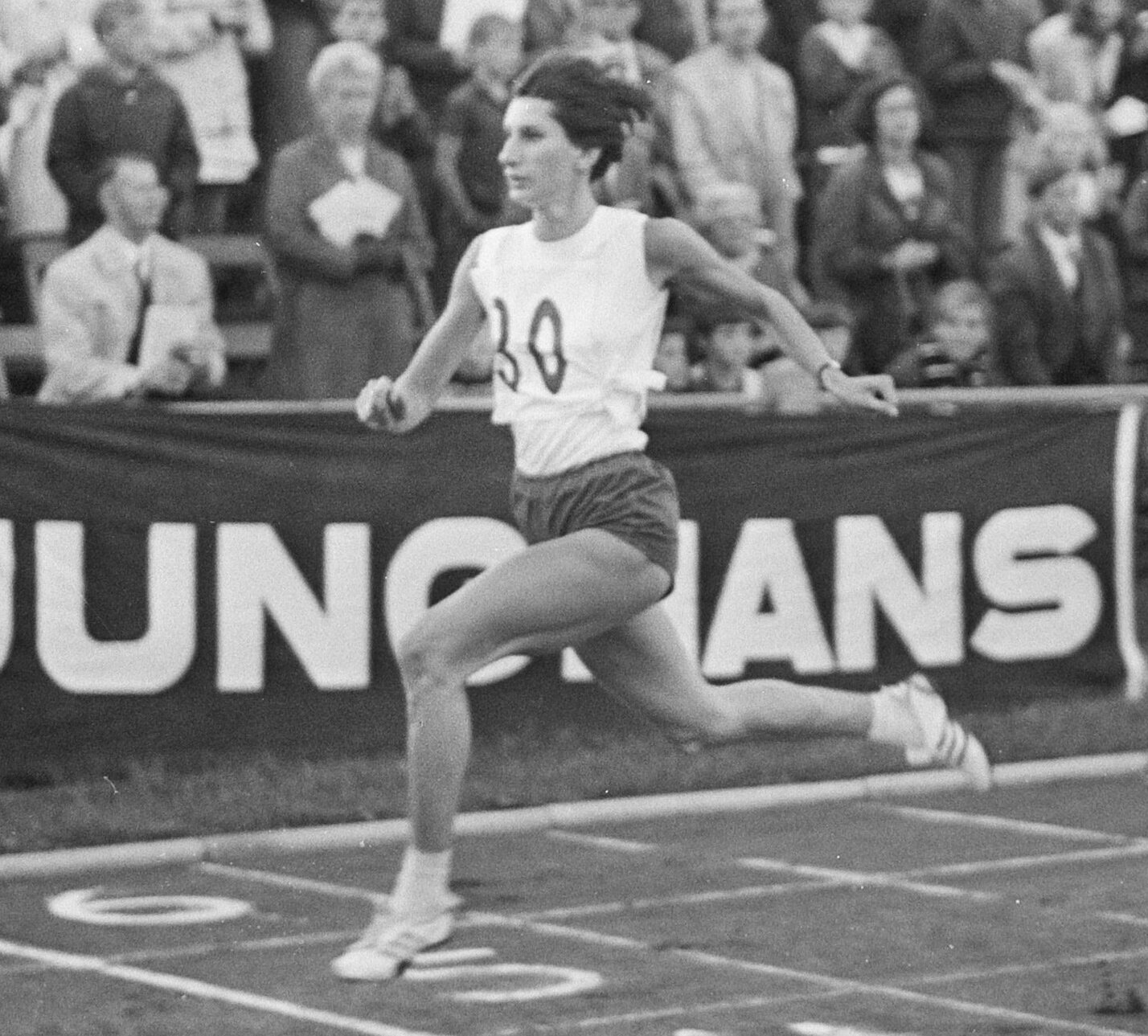
În 1968
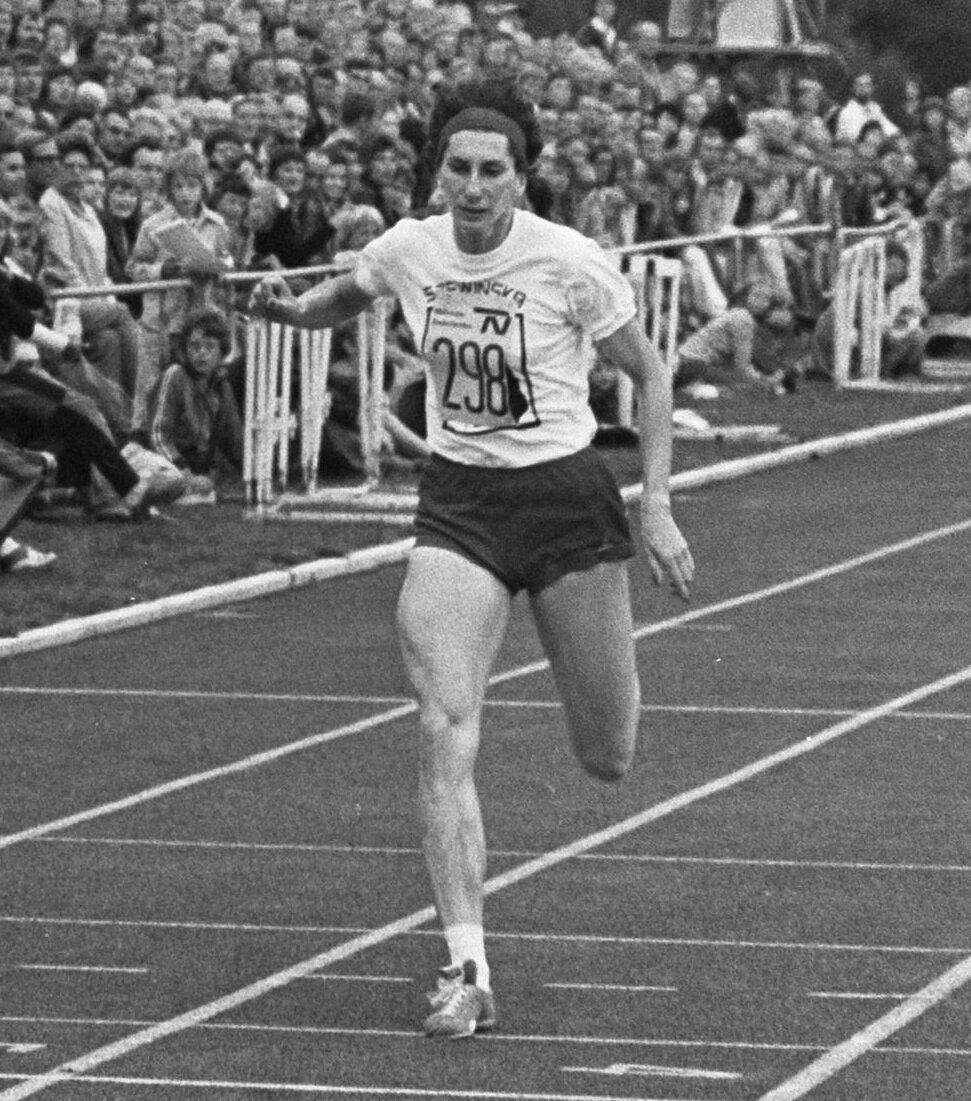
în 1975

## Realizări
| An   | Competiție                   | Locație                    | Loc | Eveniment     | Note       |
| ---- | ---------------------------- | -------------------------- | --- | ------------- | ---------- |
| 1964 | Jocurile Europene de Juniori | Varșovia, Polonia          | 1   | 200 m         | 23,5       |
| 1964 | Jocurile Europene de Juniori | Varșovia, Polonia          | 1   | 4 × 100 m     | 46,6       |
| 1964 | Jocurile Europene de Juniori | Varșovia, Polonia          | 1   | lungime       | 6,19 m     |
| 1964 | Jocurile Olimpice            | Tokio, Japonia             | 2   | 200 m         | 23,1       |
| 1964 | Jocurile Olimpice            | Tokio, Japonia             | 1   | 4 × 100 m     | 43,6       |
| 1964 | Jocurile Olimpice            | Tokio, Japonia             | 2   | lungime       | 6,60 m     |
| 1965 | Universiada                  | Budapesta, Ungaria         | 1   | 100 m         | 11,3       |
| 1965 | Universiada                  | Budapesta, Ungaria         | 1   | 200 m         | 23,5       |
| 1965 | Universiada                  | Budapesta, Ungaria         | 2   | 4 × 100 m     | 46,1       |
| 1966 | Campionatul European         | Budapesta, Ungaria         | 2   | 100 m         | 11,5       |
| 1966 | Campionatul European         | Budapesta, Ungaria         | 1   | 200 m         | 23,1       |
| 1966 | Campionatul European         | Budapesta, Ungaria         | 1   | 4 × 100 m     | 44,49      |
| 1966 | Campionatul European         | Budapesta, Ungaria         | 1   | lungime       | 6,55 m     |
| 1968 | Jocurile Olimpice            | Ciudad de México, Mexic    | 3   | 100 m         | 11,1       |
| 1968 | Jocurile Olimpice            | Ciudad de México, Mexic    | 1   | 200 m         | 22,5       |
| 1968 | Jocurile Olimpice            | Ciudad de México, Mexic    | 14  | 4 × 100 m     | 53,0       |
| 1968 | Jocurile Olimpice            | Ciudad de México, Mexic    | 16  | lungime       | 6,19 m     |
| 1969 | Jocurile Europene în sală    | Belgrad, Iugoslavia        | 1   | 50 m          | 6,4        |
| 1969 | Jocurile Europene în sală    | Belgrad, Iugoslavia        | 2   | ștafetă mixtă | 4:53,2     |
| 1969 | Jocurile Europene în sală    | Belgrad, Iugoslavia        | 1   | lungime       | 6,38 m     |
| 1970 | Universiada                  | Torino, Italia             | 25  | 100 m         | 12,3       |
| 1971 | Campionatul European în sală | Sofia, Bulgaria            | 4   | 60 m          | 7,5        |
| 1971 | Campionatul European în sală | Sofia, Bulgaria            | 2   | lungime       | 6,56 m     |
| 1971 | Campionatul European         | Helsinki, Finlanda         | 6   | 100 m         | 11,63      |
| 1971 | Campionatul European         | Helsinki, Finlanda         | 3   | 200 m         | 23,32      |
| 1971 | Campionatul European         | Helsinki, Finlanda         | 5   | lungime       | 6,62 m     |
| 1972 | Campionatul European în sală | Grenoble, Franța           | 6   | 50 m          | 6,39       |
| 1972 | Jocurile Olimpice            | München, Germania          | 13  | 100 m         | 11,54      |
| 1972 | Jocurile Olimpice            | München, Germania          | 3   | 200 m         | 22,74      |
| 1973 | Campionatul European în sală | Rotterdam, Olanda          | 4   | 60 m          | 7,35       |
| 1974 | Campionatul European în sală | Göteborg, Suedia           | 3   | 60 m          | 7,20       |
| 1974 | Campionatul European         | Roma, Italia               | 1   | 100 m         | 11,13      |
| 1974 | Campionatul European         | Roma, Italia               | 1   | 200 m         | 22,51      |
| 1974 | Campionatul European         | Roma, Italia               | 3   | 4 × 100 m     | 43,48      |
| 1974 | Campionatul European         | Roma, Italia               | 4   | 4 × 400 m     | 3:26,4     |
| 1975 | Campionatul European în sală | Katowice, Polonia          | 3   | 60 m          | 7,26       |
| 1976 | Jocurile Olimpice            | Montreal, Canada           | 1   | 400 m         | 49,28 (RM) |
| 1977 | Campionatul European în sală | San Sebastián, Spania      | 7   | 60 m          | 7,42       |
| 1978 | Campionatul European         | Praga, Cehoslovacia        | 3   | 400 m         | 50,40      |
| 1978 | Campionatul European         | Praga, Cehoslovacia        | 5   | 4 × 100 m     | 43,83      |
| 1978 | Campionatul European         | Praga, Cehoslovacia        | 3   | 4 × 400 m     | 3:26,76    |
| 1980 | Jocurile Olimpice            | Moscova, Uniunea Sovietică | 16  | 400 m         | 53,13      |

## Recorduri personale
| Probă                       | Performanță | Dată              | Locație  |
| --------------------------- | ----------- | ----------------- | -------- |
| 100 m                       | 11,13 s     | 3 septembrie 1974 | Roma     |
| 200 m                       | 22,21 s     | 13 iunie 1974     | Potsdam  |
| 400 m                       | 49,29 s RN  | 29 iulie 1976     | Montreal |
| Săritură în lungime         | 6,62 m      | 14 august 1971    | Helsinki |
| 60 m în sală                | 7,20 s      | 10 martie 1974    | Göteborg |
| Săritură în lungime în sală | 6,56 m      | 13 martie 1971    | Sofia    |